# Régi városháza (Makó)
A Régi városháza Makó egyik legszebb romantikus épülete, amely Koczka Ferdinánd tervei alapján épült 1854 és 1859 között.

## Előzmények

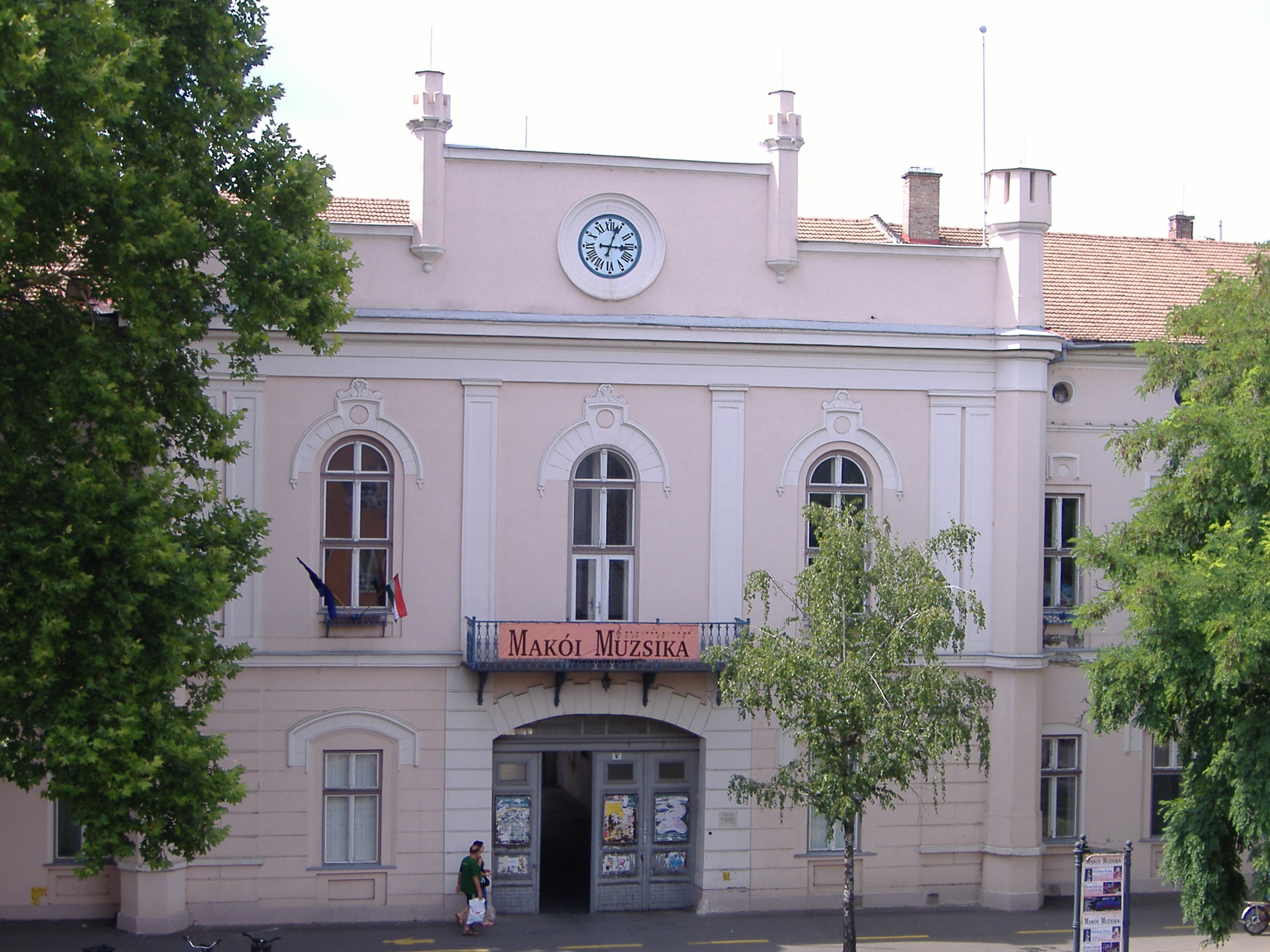
A Régi városháza

Az 1699 után épült  legelső városháza a Gőzmalom utcában állt. Ezt 1817-ben rossz műszaki állapota miatt kiürítették. Új helyet a Széchényi tér 7. szám alatt találtak. 1853-ban határozták el, hogy új városházát építenek. A két terv közül Koczka Ferdinánd munkája lett a befutó. A városi tanács apróbb változtatásokat eszközölt: a kőlépcsőt téglára, a csigalépcsőt simára cseréltette. 1854 őszén elkezdték a munkálatokat, de alig egy fél év után azok abba maradtak, és pereskedés vette kezdetét. Az építkezés másfél évre leállt a tervező és a város közötti nézeteltérés miatt, az építési vállalkozó fölbontotta a szerződést. A kőművesmunka végül 1857 nyarára készült el, az épület teljes átadása azonban csak 1859-ben történt meg.

## Az épület
A Régi városháza a főtéren található, a Korona Szálló és a Bérpalota mellett. Romantikus jellegű, hangsúlyos a homlokzata, három nagyméretű íves ablaka és a díszes erkélye. Az erkély kovácsoltvas díszeit és korlátját a Ganz vasöntöde készítette. Az ablakok egyenes és íves záródásúak tört vonalú szemöldökkel. Két oldalán hangsúlyos falpillérek helyezkednek el, amelyek közrefogják a főhomlokzat erőteljes középrizalitját. A sarokrizalit lépcsőzetes attikájával és ablakaival töri meg a két épületszárny egyhangúságát. A bejáratnál díszes tölgyfakapu található. Az épület homlokzatán egy órát helyeztek el, amelyet Tömörkény István is megörökített az utókor számára. Makói karc című művében így ír róla: "A városház órája éppen fél ötöt mutatott. Mert tudni kell, hogy az érdemes klepszidra mindig ezt az időt mutatja." Eleinte a földszinten négy üzlet is helyet kapott.
Felújítását 1905-ben vették tervbe, állapota miatt még egy új városháza építését is fontolgatni kezdték. Végül a városházát 1911-ben újították fel, az épület a Mérnöki- és az Államépítészeti Hivatal javaslatára manzárdtetőt kapott, ami elrontotta a főhomlokzatot. Ezt 1939-ben bontották el, ugyanebben az évben szárnyépülettel bővítették. Az épület városházaként funkcionált, amíg Makó Csanád vármegye székhelye volt, annak feldarabolásakor járási tanácsháza lett. 1979-től az úttörőháznak adott otthont, és ettől kezdve fokozatosan kaptak benne helyet a civil szervezetek, hivatalok, művészeti csoportok is. Jelenleg a benne található intézmények kiürítése folyik, mert a városi stratégiában az épület jövője magántőke által működtetett szállodaként van meghatározva. Az épületből zárt átjárás biztosítható a Makói Termál- és Gyógyfürdő felé, benne körülbelül 50 ágyas szállórész kialakítására van lehetőség. Az épület egyik, 100–120 ember befogadására alkalmas pincehelyiségében az 1990-es évek közepéig video- és diaporámavetítéseket, koncerteket és klubesteket rendeztek; 2006-ban Kultúrpince néven koncertek és kiállítások megrendezésére alkalmas helyiséggé alakították át. 2010 nyara óta a pincében a helyi diákönkormányzat kezdeményezésére vezeték nélküli internettel, szórakoztató elektronikával és társasjátékokkal felszerelt ifjúsági klub üzemel.
Az épület műemléki védelmet élvez; törzsszáma a műemlékjegyzékben 2737.